# Beatmania

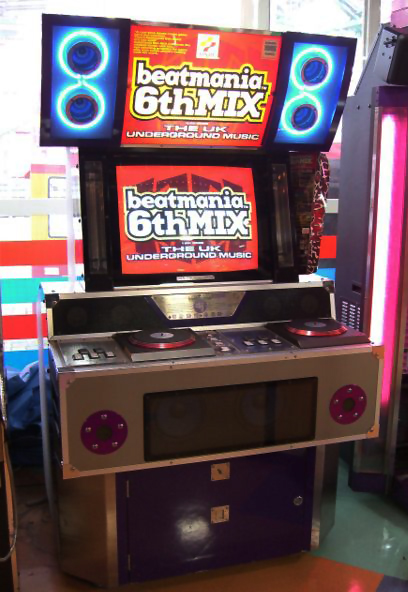
beatmania 6th MIX（2001年）筐体

『beatmania』（ビートマニア）とはコナミ（後のコナミデジタルエンタテインメント→コナミアミューズメント）が1997年に稼働した音楽ゲーム。『BEMANIシリーズ』の第1作。また、同タイトルを冠する家庭用ゲームソフトや携帯ゲーム、携帯電話用アプリケーションなども存在する。

## 概要
1998年末に始まった音楽ゲームのブームのきっかけを生み出したゲームの1つであり、2002年夏に最終作として「beatmania THE FINAL」が製作され、シリーズを完結した。
本シリーズの原点は、同社のプライズマシン『みらくるすぴん』の景品交換の際に扉を開けた状態で操作ボタン等を押すと様々な音が鳴るところから来ている。楽曲の一つ「Jam Jam Reggae」は、みらくるすぴんのBGM「luv luv Reggae」を元に作り直したものである。また、ビートマニアの企画当初のタイトルは『DJ BEATS』だった。
海外版としては北米で『HipHopMania』、イギリスと韓国で『beatstage』というタイトルで展開されていた。海外での家庭用版は、イギリスでのGOTTAMIX 2をベースとしたもののみが存在する。北米においては単体での移植は行われず、後述する『beatmania IIDX』とのカップリングでの発売となった（その際、タイトルは「beatmania」と日本版に合わせられた）。
アーケードにおいては直系の派生シリーズとして、デバイスにボタンを2つ増やしよりヘビーユーザー向けに開発された『beatmania IIDX』と、本シリーズの直接的後継機としてエフェクタ機能の充実など音響面での強化を目指して開発されたハイスペック機『beatmania III』が存在する。
また、本シリーズの略称の1つである「ビーマニ」をもじり本シリーズから派生した一連のコナミの音楽ゲームシリーズは総括して「BEMANIシリーズ」と命名された。
本シリーズ（および、それに追随した『III』シリーズ）のことを総称して、デバイスのボタン（鍵盤）数から特に「5鍵」や「5鍵盤」と呼称することがある。この呼称は『IIDX』シリーズが「7鍵」や「7鍵盤」と呼ばれたことから発生したものであるが『IIDX』シリーズが使用できるボタン数からメロディアスな音楽性を追求した一方で本シリーズがアンダーグラウンド的なアプローチを試みていたこと（4thMIX以降から顕著に現れている）から、単なるボタン数の意味を超えて音楽的な志向での差別化の意味も含めて用いられる場合が多い。
本作中では、曲名よりも音楽ジャンルが大きく表示されることが多く、ヒップホップ、レゲエ、ソウル、ハウスなどの名称がまだ日本国内では馴染んでいない時代（特にゲームを主にプレイする若年層では）に、それらを浸透させた影響を持つ。

## 基本ルール

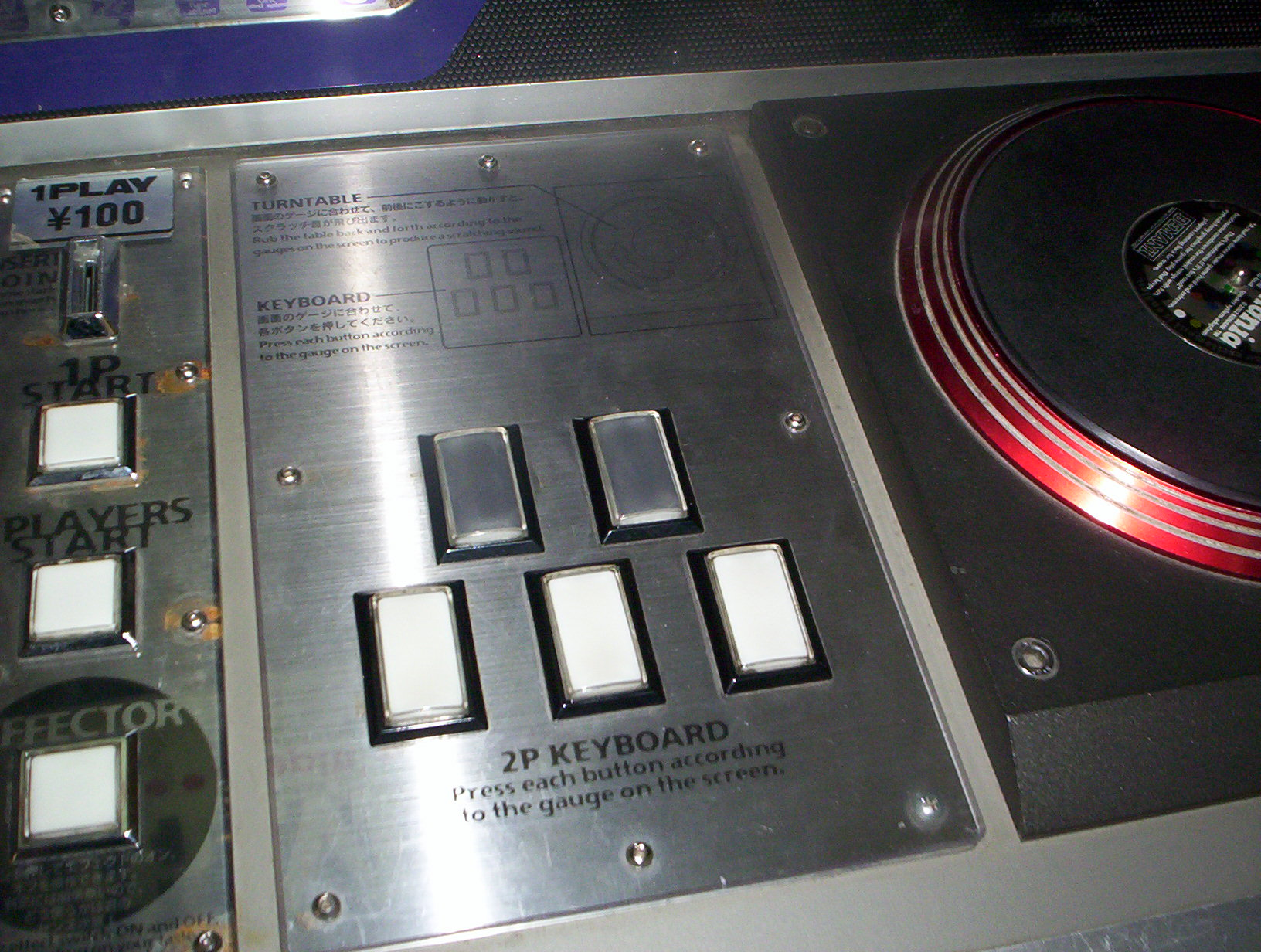
2P側の操作デバイス。左側の写真外に同じ組み合わせで1P側の操作デバイスも備えられている。

プレイヤーはクラブのDJとなり、上から下へスクロール表示される楽譜面に沿って、楽曲サンプラーを模した5つのボタンとレコードプレイヤーを模したターンテーブルを用いて演奏し、その正確さを評価して合格ラインを超えて規定曲数をこなすことが目的。
画面上部から落ちてくるノート（オブジェ）が画面下部の赤いラインに重なった時に対応したデバイスを操作する（押す、あるいは回す）ことで、そのタイミングの正確さに応じて評価される。判定基準は曲により異なり、一定しない。JUST GREATは画面上の表示は虹色に光る「GREAT」であるため「ピカグレ」と表現されることもある（また、ここから派生して通常のGREATを表示色から「黄グレ」と表すこともある）。
画面中央部にはクラブのオーディエンスの興奮度を示す「グルーブゲージ」が表示されており、これは演奏の判定がGOOD以上であれば上昇、BAD以下であれば下降する。1つのステージ（楽曲）が終了する時点でこのゲージが一定量に達していればステージクリア。満たなかった場合はその場でゲームオーバーとなる。規定されたステージ数をこなすことでゲームクリアとなる。2人プレイの場合は2nd MIXまでは基準を達していたプレイヤーのみ次のステージへ、3rd MIX以降はどちらかが基準を満たせば両者とも次のステージへ進出となる。
プレイ中にデバイスを操作することでオブジェクト毎に割り当てられた音が鳴るという点から、ゲームのプレイは楽曲の演奏に近いと言える。楽譜の無い部分でもある程度自在に音を出すことができるため、楽譜を無視したアレンジプレイも可能である。

## プレイオプション
本シリーズの作品をプレイするにあたり、主に難易度調整を目的として様々なオプションが使用可能となっている。
プレイオプションについては原則としてゲーム開始時、タイトル画面表示中に行う形となる。ただし、complete MIX 2以降では曲選択画面での変更も可能になった（ClubMIX、featuring DREAMS COME TRUEを除く。なお、complete MIX 2では隠し要素である）。
BATTLE（3rdMIX以降）
2人プレイにおいて、1P側と2P側に分かれていた譜面を1人プレイの譜面に統一させてお互いにスコアを競い合うモード。この場合、2人プレイ専用曲が充てられているもの（「20,November」など）についても1人プレイ専用曲に置き換わる。
なお、一部の曲ではノート表示の処理が追いつかないなどの基板性能に起因する制約の関係で1人プレイ用譜面に置き換わらない曲が存在する。該当曲が選択された場合は、通常の2人プレイ用の譜面でプレイをすることになる。
DOUBLE（2ndMIX以降）
2人用の譜面を1人でプレイするモード。
当初は画面がそのままで点数・グルーブゲージのみ1P仕様だったが、complete MIX 2以降（ClubMIXは除く）には「IIDX-DOUBLE」または「CENTER DOUBLE」という名称で譜面が画面中央に寄る仕様のモードも搭載されている。
通常のプレイモード構成でDOUBLEをプレイするためには2クレジットの投入が必要となる。1クレジットで1Pスタートボタンを押してプレイ開始した場合は、全曲の中から2曲を必ずプレイできるモードに固定される。
1stにおいて1人で2人分のプレイを行ったプレイヤーが存在した事から、2ndからプレイオプションとして採用された経歴がある。
CENTER PLAY（completeMIX2以降）
complete MIX 2以降に存在するモード（complete MIX 2では「1P-CENTER」、またClubMIXには存在しない）。1P用モードには変わりないがターンテーブルは1P側、鍵盤は2P側のものを使うことで『beatmania IIDX』で言うところの1P側、左スクラッチを実現している。ただし通常に比べてターンテーブルと鍵盤の間にコイン投入口やスタートボタンなどのパネルが存在することになり（mini筐体を除く）、それぞれの間隔が離れる。
HIDDEN（2ndMIX以降）
譜面の途中でノートが消えるモード。記憶力とより正確なリズム感が必要となる。
先述の『DOUBLE』と同様に1stで画面を隠してプレイするというプレイヤーがいたことから、2ndからプレイオプションとして採用されることとなった。
SUDDEN（5thMIX以降）
譜面の途中からノートが表れるモード。
HIDDEN+SUDDEN（5thMIX以降）
ノートが最初から最後まで表示されないモード。ただしTHE FINALでは『beatmania IIDX』に倣い、オブジェクトが譜面の中間で一瞬だけ表示されるモードに変更されている。
STEALTH（THE FINALのみ）
THE FINALでHIDDEN+SUDDENの仕様が変更されたのに伴って導入されたモード。ノートが最初から最後まで表示されないモード。
HI-SPEED（5thMIX以降）
譜面の速度が速くなるモード。といっても、ノートの間隔が変わるだけで曲そのものの速度には影響しない。
5thMIXは1段階のみ（2倍）、complete MIX 2以降は3段階（2倍、3倍、4倍）となる。CORE REMIX以降は段階こそ3段階のままだが倍率が1.5倍、2倍、3倍に変更されている。
MIRROR（3rdMIX以降）
オブジェクトの配列がターンテーブルを除いて左右反転する。3rdMIXでは隠しコマンド入力を必要とする。
RANDOM（3rdMIX以降）
オブジェクトの配列がターンテーブルを除いてランダムになる。3rdMIXでは隠しコマンド入力を必要とする。

## 特殊ルール
基本ルールを基に、シリーズを重ねるにつれてモードやフィーチャーが増加、それぞれ特殊なルールが付加されるようになった。

### 特殊なノート
フリーゾーン
初代、2ndMIXに登場。この2バージョンは指定された部分以外でのプレイは（異なるボタンを押しても）すべてPOOR判定となってしまうのだが、この指定がなされた区間についてはプレイヤーはターンテーブルを自由に演奏をすることが出来る。ただし、最低1度は操作しないとミスとなる。
2ndMIXではフリーゾーン内にも細い横線で演奏位置が指示されており、これらの位置で正しく演奏すればGREAT判定が得られる。1stではこのラインは存在せず、GREAT判定を取ることもできない。フリーゾーン廃止後にフリーゾーンが設けられていた曲が再録された際は、2ndMIXで細い横線が設定されていた位置にスクラッチノートが配置されている。
なお、featuring DREAMS COME TRUEでは後述するMONKEY LIVEにおける曲間で出現する。
1回転スクラッチ
7thMIX、THE FINALに登場。ただし、THE FINALの新曲では採用されていない。このノートが端から端まで通る間にプレイヤーはターンテーブルを1回転しなければならない。判定はその区間で回した角度が360度に近いほど高くなる（ノートが過ぎる瞬間を狙って1回転を止める必要はない）。

### 特殊なモード
PRACTICE
2ndMIXからcomplete MIXまでに登場した練習モード。全3ステージ構成でDJ KONAMIによるプレイのレクチャーのあと、低難度曲2曲をプレイする。最初のレクチャー面についてはいくらミスしてもゲームオーバーにはならない。
また、初代では通常モード開始時に練習ステージのプレイを選択できる（プレイの有無に関わらず、その後のプレイステージ数は同じ）。
FREE
6thMIXから登場した練習用モード。通常モードと同じルールだが、ステージの合否に関係無く必ず規定曲数プレイすることができる。但しその代償として、通常モードよりもプレイできるステージ数が1つ少ないことが一般的となっている（デフォルトではNORMAL4面、FREE3面）。
EXPERT
規定の曲順で楽曲を演奏する上級者用モード。バージョンによって呼称やルールが異なる部分がある。4th以降のAPPENDディスクでは、このモードをクリアするたびに通常モードでもボーナスエディット曲が出現するようになる。
complete MIXでは「INTERNET RANKING」、THE SOUND OF TOKYO!では「FIXED」、featuring DREAMS COME TRUEでは「MONKEY LIVE」と呼ばれる。
初代
DJ BATTLEを除く全7曲を規定の曲順で演奏する。グルーヴゲージは通常より下がりやすく、上がりにくい。その他は通常モードと同じ。コンティニュー可能。なお、THE FINALのEXPERTの「FIRSTコース」はこの曲順を再現したもの。
2ndMIX
テーマ別に5曲1セットとなった「コース」から1つを選択し、演奏する形式になった。ゲージなどは初代と同じ。但し、スコアはパーセンテージ表示となる（達成度評価）。
3rdMIX
2ndMIXルールに加えグルーヴゲージが100%の状態からスタートし、ステージ終了時に1目盛りでも残っていればクリアとなるがゲージは減少するのみで回復は一切しない特殊なものになる。その色から登場当時は「赤ゲージ」と称された。このモードについては、ゲームオーバーになってもコンティニューはできない。
complete MIX以降
基本的なルールは3rdMIXのものと同じ。JUST GREATを2点、GREATを1点、GOOD以下をすべて0点としてコース全体の合計点を競う採点方式になった。この場合のスコアを『beatmania IIDX』での呼称に倣って、特に「EXスコア」と呼ぶこともある（公式にこのように呼称されたことはない）。最高点はノート数の2倍（すべてのノートでJUST GREATを取った場合）。インターネットランキング対応コースの場合、コースを一定曲数クリアするとインターネットランキング登録用のパスワードが発行される。
ほとんどのコースは5曲1セットで構成されるが、THE FINAL収録の「FIRSTコース」のみ7曲1セットとなっている。複数の譜面を持つ曲であっても譜面難度も含めてコース設定がなされているため、譜面の変更はできない。
featuring DREAMS COME TRUE
基本はcomplete MIX以降のルールに準ずる。ただし曲間にフリーゾーンが出現し、この間にボタンを押したりターンテーブルを回し続けることでグルーヴゲージを回復させることができる。
SURVIVAL
家庭用5thMIXの隠しモードで、タイトルメニューから選択する仕様になっている。ルールは後述のEXPERT+とほぼ同じで、収録されている全49曲を全て通してプレイする。全98ステージ（49曲を2巡する）。
EXPERT+
6thMIXから登場した特殊モード。EXPERTとほぼ同様のルールで全10ステージをプレイできる。コースは1つのみでどのバージョンにおいても全曲アナザー譜面、平均難度はレベル9弱という高難度なもの。
通常のEXPERTとの相違点としてゲージが尽きると即終了ではなく、「DANGER」表示となる点がある。この状態で更にミスを重ねると終了（ゲームオーバー）になるが、ステージを通過した場合はゲージが1目盛りの状態まで回復し、続行できる。
7thMIXの第2回インターネットランキングでは、このモードのみがランキング対象とされた。
ORIGINAL EXPERT、ORIGINAL EXPERT+
家庭用6thMIX + CORE REMIXにのみ搭載されているモード。ただし、ORIGINAL EXPERT+は一定の条件を満たさなければ出現しない。EXPERT（5曲）、EXPERT+（10曲）の構成曲を譜面難度も含めて任意に設定することができる。基本的なルールはそれぞれEXPERT、EXPERT+のものと同じ。
低難度モード
3rdMIXのEASYに始まる通常モードよりも低難度な譜面をプレイするモード。6thMIXにおいて低難度モードと高難度モードが統一され、各ステージごとに曲と同時に譜面難度を選択する形になったことで発展的に廃止された。
名称とは齟齬が生じるもののここではTHE FINALにおけるHARD譜面の対応する難度を標準的な難度とし、便宜上3rdMIXとcomplete MIXのEASY、4thMIXからcomplete MIX 2までのBASIC、ClubMIXとCORE REMIXのNORMALに相当する難度を「低難度モード」と呼ぶ。
標準モード・全曲セレクト
beatmaniaでは、基本的にステージに応じて選べる曲が限定されている（基本的には終盤ほど難しい曲が選べる）。しかし、稼動開始からある程度の期間が過ぎると隠し要素の解禁として、1曲目からすべての曲を選べる全曲セレクトコマンドが公式サイト上で発表されていた（コナミから稼動店舗にFAXで送られ、コマンドの概要が筐体に貼られることもあった）。THE FINALではオペレータコマンドにより解禁。

## ハードウェア

### 基板
シリーズで一貫してSYSTEM-GXのカスタム基板DJ MAINを使用している。性能面では1997年当時においてもやや旧式のものであり、後発バージョンでは公式サイト等でスペックの限界に悩むコメントもしばしば見受けられた（特にCORE REMIX以降）。6thMix以降は筐体内ランキングのデフォルトネームに高性能な基板が欲しいというメッセージが入れられ続けたが、後述の通り最後まで基板が変更されることはなく、THE FINALでは「WE NEED MORE HI.G.H.S..P.EC..」と嗚咽混じりで最後まで言えていないかのような表現がされた。
他のBEMANIシリーズでは基板の変更によりハードウェア性能の向上を行われることがあったが、beatmaniaシリーズでは高性能機『beatmaniaIII』として筐体ごと置き換えることが意図されていたようである（beatmania IIIの頁も参照）。しかしbeatmaniaIIIの出周りが今ひとつ伸びず結局後のバージョンでは1機種分の予算・期間・スタッフでbeatmaniaとbeatmaniaIIIの2バージョンを同時にリリースすることとなり、また既にアッパーバージョンが存在する故にbeatmania自体のスペック向上も行われることはなかった。
ブラウン管の老朽化に伴って、最近では新しいブラウン管（液晶パネルを含み）に交換されている筐体もある。また、スクラッチを別物（ミニは不可）に交換することも可能。
画面の劣化によって見づらいモニターが多いとされるが、新型で(beatmania IIDXなどと同じ仕様)見やすいモニターに交換されていることもある。現役稼働で残っている場合が多い。

### 家庭用ゲーム版コントローラ
ゲームの性質上、アーケード版の操作デバイスと家庭用ゲーム機の標準コントローラでは操作性が大きく異なるため、アーケード版のものを模した専用コントローラがいくつか発売されている（以下はPlayStation用コントローラの一例）。
- アスキーモデル

PlayStation版の初代『beatmania』と同時にアスキーから発売された。
- DJ Station PRO

1999年1月31日にコナミから発売された。アスキーモデルと比較してターンテーブル部の大型化、ヘッドフォンジャックとそれを利用するためのRCA端子のイン・アウト、押し下げ時のボタン発光といった特徴がある。
- ファミ通モデル

『ファミ通』の通信販売でアスキーより発売。アスキーモデルとほぼ同じ仕様でボタンやターンテーブル、筐体色にバリエーションを加えたモデル（MODEL-F）。全3種類、シリアルナンバー付き。
- 『beatmaniaIIDX』専用コントローラ

PS2用ゲームソフト『beatmaniaIIDX』シリーズ用の専用コントローラ（およびアーケードスタイルコントローラ）も使用することができる。この場合、使用する鍵盤は左側の5鍵に固定されターンテーブルは右に配置する必要がある（ただし"6thMIX+CORE REMIX"にはIIDX用コントローラに対応したオプションが存在し、右側5鍵の使用・左ターンテーブル配置でのプレイが可能）。
- 欧州版専用コントローラー

欧州版のbeatmaniaに同梱されていたものでキーは鍵盤状になっている。
その他にもアンオフィシャル製品として「Dj Man」等が存在する。

## 作品リスト

### アーケード（登場順）
beatmania（1997年12月下旬稼動開始）
独自要素：1ジャンルに1Pと2Pで異なる楽曲を用意、7面制EXPERTモード（後のTHE FINALのFIRSTコースも7面制が採用されている）
初代ビートマニア。収録曲は全8ジャンル/9曲（DJ BATTLEを含む。前述の理由でBREAK-BTSは2曲扱い）。プレイヤーは「CLUB SAGAWA」にて飛び入りでプレイすることになった新入りのDJという設定であり、支配人の案内を受けて曲をプレイしてフロアを盛り上げるというストーリーに沿ってゲームが進む。この一環として曲選択時に支配人から曲の特徴が聞けたり、ステージ間で他のDJが絡んでくるなどの演出もある。
この初代から隠し曲（e-motion）を用意しており、DJ BATTLEをある条件でクリアすると出現する。
beatmania 2ndMIX（1998年3月26日稼動開始）
新規要素：ダブルプレイ、ヒドゥンプレイ、コース制EXPERTモード、フリーゾーン中に判定ライン、レベル6
廃止要素：7面制EXPERTモード
初代から程なくしてリリースされた2作目。収録曲やゲームモードなどを大幅に強化。初代の全収録曲を含め、全21曲を収録。ダブルプレイやヒドゥンプレイといったプレイオプション、5曲のコースを連続でプレイするEXPERTモードといった、後に定番となる要素が早くも登場している。また、今作のDJ BATTLEは仕様が変更され、プレイ毎にランダムで配置タイミングが変わる譜面となっており、難易度が前作と比べて上がっている。
なお、同作以降の作品では、初代のような背景ストーリーはほとんど語られなくなった。
beatmania 3rdMIX（1998年9月28日稼動開始）
新規要素：コンボシステム、減少ゲージ型EXPERTモード、アナザー譜面、コマンド隠し曲、バトルプレイ、MIRRORオプション
廃止要素：通常ゲージ型EXPERTモード、フリーゾーン
新曲と家庭用APPEND YebisuMIXの収録曲から3曲、2ndMIXからの引継ぎ8曲で構成された第3作。コマンド入力で出現する隠し曲を含め全24曲を収録。日本語歌詞の曲など、ポップス寄りのアプローチの曲も収録。
コンボシステムやプレイオプションの強化などにより、競技性をより強化。また本作で初めて隠し高難度譜面が収録され、以後シリーズの恒例となった。
この頃に『BEMANI』のブランド名が誕生している。また、画面やターンテーブルなどを小さくした省スペース型筐体も発売が開始された 。
今作のサウンドトラックには隠し曲は収録されておらず、なおかつ「Bossa Groove」が本来の3rd収録曲ではなく、PS版ビートマニアの「papayapa bossa」が収録されている。
beatmania complete MIX（1999年1月19日稼動開始）
新規要素：インターネットランキング、JUST GREAT、EXスコア制
beatmania 初代〜3rdMIXまでの全楽曲を収録し、4曲の追加曲を加えたもの。
シリーズ中初めてインターネットランキングを開催したバージョン。現在の最上位判定である"光るGREAT（JUST GREAT）"もこれに伴い導入。
本作からEASY/HARDモードの選曲画面が、それまでのジャンル表記のみから曲名も併記される形式となる。本作以降、収録曲数の増加やジャンルの重複もあってジャンル名だけでは識別子として機能しなくなり、それまでのジャンル名で呼ぶ傾向は急速に薄れていった。
beatmania 4thMIX -the beat goes on-（1999年4月26日稼動開始）
新規要素：収録曲総入れ替え、スキン変更、別BEMANIシリーズ楽曲、ライセンス楽曲、楽曲ロゴ、レベル7
収録曲のみならず、画面デザインもアンダーグラウンドな雰囲気に一新されたバージョン。
書き下ろし新曲以外に家庭用APPEND GOTTAMIXの先行収録曲や『DDR』シリーズの楽曲（基板性能の影響か、曲の長さはどれも移植元より短くなっているが）、また著名アーティストとのコラボレーション楽曲も収録し20曲+隠し3曲すべてが新曲。
本作とほぼ同時期に兄弟機種の『beatmania IIDX』シリーズが誕生している。これ以降、ポップス寄りのアプローチの曲（特に日本語詞のもの）は同シリーズ向けに振ることで兄弟同士の棲み分けを図るようになり本シリーズにはあまり収録されなくなっていく。
他の作品よりかBAD判定が出やすい仕様（5thのEXPERTモードも引き継がれている）。BASICやHARDモードのゲージ減少率は非常に緩やかになっている。
beatmania 5thMIX -Time to get down-（1999年9月22日稼動開始）
新規要素：HI-SPEEDオプション、SUDDENオプション、RANDOMオプション、ランダムセレクト、曲リスト、（このバージョンのみ）モードによる判定表示の変化
廃止要素：楽曲ロゴ（開発中画面では表示されていた）
書き下ろしの新曲以外に東芝EMIの『Dancemania』シリーズの人気曲や、『beatmania IIDX』・家庭用APPEND GOTTAMIXからの移植曲も含め4thMIXからの引継ぎ19曲併せて全44曲を収録。
後のシリーズにおいて半ばデファクトスタンダードとなる、「HI-SPEED」オプションが初登場する。
beatmania complete MIX 2（2000年1月27日稼動開始）
新規要素：センタープレイ、センターダブル、HI-SPEEDオプションの段階増加、選曲中オプション変更、レベル8・9、MIRROR・RANDOMの標準オプション化
完全新曲10曲・beatmania 4thMIX、5thMIXのほぼ全楽曲・complete MIX以前の作品からの復刻10曲のほか、いくつかの過去収録曲に曲調を大幅に変化させた新作アナザー譜面が追加されている。収録曲数65曲。
センタープレイ、ハイスピード複数段階化、MIRROR・RANDOMの標準オプション化などシステム面に大幅な改善が施されたが、同時に全体的な難易度も上昇する傾向にあった。
一部は判定がかなり厳しい楽曲もある。
beatmania ClubMIX（2000年3月27日稼動開始）
新規要素：なし（一部機能はcomplete MIX 2より退化）
先鋭化したシリーズとは一線を画し、間口の拡張をも見込んだアウトサイダーなバージョン。ソニー・ミュージックエンタテインメントとのタイアップにより豪華アーティストのオリジナル曲や、版権曲のリミックスも多数収録されている。complete MIX 2の新曲10曲と、ClubMIXの新曲21曲からなる全31曲。
complete MIX 2と並行作業で開発が進められていた事情から、complete MIX 2に搭載されていたシステムが一部未実装。
本作とほぼ同時期に派生機種の『beatmania III』シリーズが誕生している。
beatmania featuring DREAMS COME TRUE（2000年5月31日稼動開始）
新規要素：MONKEY LIVEモード（ステージ間でのゲージ回復）
DREAMS COME TRUEの既存楽曲を採用したバージョン。コナミコンポーザーによるリミックス3曲を含めた全18曲を収録。『pop'n music』における「アニメロ」と同じように外伝的作品として扱われ、本シリーズの本編作品とされない場合が多い（アーケード版の作品では唯一公式サイトが存在しない）。出回りも少数。
beatmania CORE REMIX（2000年11月28日稼動開始）
新規要素：1小節の表示サイズが全曲統一、カウンターフレーム、楽曲ロゴ、コンボがGOODでも繋がるようになる
2ndMIX収録曲のリミックスを主体に構成されたバージョン。リミックス曲+完全新曲9曲の全25曲を収録。隠しコマンドにより、2ndMIX収録の17曲もクラシックバージョンとしてプレイ可能。
本来は『beatmania III』シリーズ向けの企画だったが、販売方針などの事情により、本シリーズを軸とした企画として双方でリリースされることになった。これ以降『III』シリーズは本シリーズと同様に寄り添う（有り体に言うならば「デラックス版」的な扱い）形で進行することになる。
beatmania 6thMIX -THE UK UNDERGROUND MUSIC-（2001年7月13日稼動開始）
新規要素：通常ゲームモード統合（譜面難度を自由に変更可能）、EXPERT+モード
約2年ぶりとなるナンバリングタイトル。英国のクラブシーンで活躍するアーティストによる多数の書下ろし楽曲が収録されている。収録曲は再び一新され、全曲新曲の27曲。
本作より従来のゲームモードが統合され、ゲームモードごとに異なっていた譜面難度をいつでも変更可能になる。全10曲構成の最高難度コース「EXPERT+」モードが初登場。
beatmania 7thMIX -keepin' evolution-（2002年1月31日稼動開始）
新規要素：セパレートフレーム、1回転スクラッチ
日本のクラブミュージックにフォーカスを当てた選曲で、日本語ヒップホップなどを始めとした幅広いジャンルの新曲を32曲追加。6thMIXの収録曲もすべて引き継がれている。
なお、本作品は他の作品と異なり『pop'n stage』などと同様、出回りが極端に少なかった。IIIシリーズ（FINALを除く）同様先行販売のみしか製造されていない。
beatmania THE FINAL（2002年7月26日稼動開始）
新規要素：STEALTHオプション（とHIDDEN+SUDDENオプション）、オペレーターコマンド、曲順並び変更
廃止要素：大型BGA（縮小、簡略化）、ミスレイヤー、グルーブゲージによるダンサー
本シリーズの最終作。それまでのバージョンを広く網羅する方針で製作が行われた。
本作の開発中に行われた人気曲投票を基に選ばれた従来の曲に加えTHE FINAL独自の新曲や『beatmania III』の収録曲、その他のBEMANIシリーズの移植曲を含め、全184曲の収録を実現。代わりにムービーの表示サイズは大幅に縮小され、それまでの「カウンターフレーム」と小型ムービー画面を組み合わせたものがデフォルトのスキンとなった。これによりミスレイヤーも廃止となった。また他のバージョンより判定仕様も甘く設定される。

### 家庭用

#### PlayStation版
PlayStation版は単体で起動する「キーディスク」と、起動にキーディスクを介する必要がある「アペンドディスク」に大別される。またAC版にはないOPムービーが追加されていたり（6thMIX+CORE REMIX）、タイトル画面のBGMがAC版ではなく家庭用オリジナルのBGMが使われている作品もある（2nd MIXにあたるPS版ビートマニア、APPEND 3rdMIX）。PS版全般においてはPS2の高速読み込みモードでプレイするとBGMとノートの同期がうまくとれず（曲が尋常ではない速さで再生され、ノートが異常な速さで降りてくる）、まともにプレイできなくなる場合がある（通常読み込みだと起こらない）。
デュアルショックを使用してプレイする場合は、曲に合わせて振動するオプションが選べる。
BONUS EDIT
APPEND 4thMIX以降のアペンドディスクの特典として追加された特別モード。
初代beatmaniaのDISC1でディスクチェンジした時のみ可能で、APPEND 3rdMIXもしくはGOTTAMIXを経由して4th以降のアペンドディスクを起動すると、本編において隠し曲扱いになっている楽曲の先行プレイが3rd-GOTTAMIXのシステムでプレイ可能になる。
一度BONUS EDITに移行すると初代beatmania DISC1などに戻っても、同作本編のゲームモードで起動しなくなるため、本編を起動するには一度リセットしてDISC1などのキーディスクからの起動をやり直す必要がある。
以下、キーディスクとなるソフトの末尾に「★」をつけて区別することにする。
beatmania（1998年10月1日発売、BEST版は1999年12月9日発売）★
内容はアーケード版2ndMIXの移植版で、後述のAPPEND YebisuMIXとの2枚組。キーディスクであり、対応するアペンドディスクへの交換が可能。
他のキーディスクからディスクチェンジによる起動はできるが、逆はできない上に4th以降同様にディスクチェンジ項目が消える。
beatmania APPEND YebisuMIX
PlayStation版「beatmania」に付属しているアペンドディスク。アーケード版3rdMIXに移植された3曲のほか、平田智樹や家庭用シリーズのサウンドディレクターでもある藤後浩之の（パロディめいた）楽曲を入れた7曲を収録。
タイトルのYebisuMIXは、開発を行ったコナミコンピュータエンタテインメントジャパン（KCEJ）が当時恵比寿ガーデンプレイスに所在していたことから。2nd・3rd本編の舞台であるクラブがCLUB SAGAWAであるのに対してYebisuMIXではCLUB JAPANとなっている（フリーモードの設定画面の背景で判明。また、4th・5thのゲームモードに記載されている同名との関連は不明）。
アペンドディスクを単体起動させると、キーディスクから起動させるように促す警告文が表示され、起動できない（アペンドディスクはソフト側から単体起動をロックしている）。
beatmania APPEND 3rdMIX mini（1998年11月27日発売）
3rdMIXのサウンドトラックCDである beatmania 3rd MIX complete に付属しているアペンドディスク。アーケード版3rdMIXの新曲から抜粋された5曲を収録している、3rdMIX体験版といえるもので、画面中央に表示されるグラフィック・フレーム等は2ndMIXのものを流用している。エンディングはあるが、スタッフロールは流れない。他のアペンドディスク同様、セーブ可能。
ディスクには「NOT FOR SALE」（非売品）の表記がされ、アペンドディスクでは唯一の非売品扱いである。
beatmania APPEND 3rdMIX（1998年12月23日発売）
3rdMIXの移植で、単体でリリースされた最初のアペンドディスク。ただし楽曲とプレイ外観のみの移植（後の作品の「BONUS EDIT」のような形式）であり、アーケード版の新要素であるエキスパートモードやコンボシステムなどが再現されていない。また、2ndMIXからの引き継ぎ曲8曲の内4曲が未収録。
Yebisu・3rd・3rd mini・GOTTAと各BONUS EDITは共通のアペンド用セーブデータ領域を使用する事情から、各作品毎に記録するには別々のメモリーカードが必要となる。ゲームクリア時やゲームオーバー時のスコア・FREEへの曲出現等の不意の上書きを防ぐには、オートセーブ設定をOFFにする必要がある。稀にであるが、ディスクチェンジで他のアペンドディスクのデータによってはFREEの楽曲が全て出現する事がある。
beatmania APPEND GOTTAMIX（1999年5月27日発売）
システムディスクを経由して起動する廉価シリーズ「アペンドディスク」のオリジナル版第2弾。4thMIXへの移植曲3曲（うち2曲はKCEJ制作）を含める19曲を収録。
せんだみつおと谷啓という2人のコメディアンを起用した楽曲「NaHaNaHa vs. Gatchoon Battle」や、後に家庭用シリーズ、ひいてはBEMANIシリーズの1つの顔となるL.E.D.LIGHTの楽曲など、アーケードシリーズとは一線を画した独特の雰囲気をもつ本作は後の家庭用追加バージョンの方向性を決定づけた。
武居“M”征吾も参加しており、タイトルコールや「BEMANI HIT TRACKS」でのDJ風アナウンスを担当している。
2人プレイ専用曲はないものの、DJ BATTLEは2人プレイだと1P側がせんだみつお、2P側が谷啓と役割が分かれて擬似的な対戦が楽しめる（一人プレイ時の場合、点数にもならないがPOORにもならない隠しSEが一ヵ所ある）。また、GABBAH/HELL SCAPERも2Pだと曲が若干変化する。
ちなみに、GOTTAMIXとは単に「ごった煮」をもじったものであり、サウンドトラックのブックレットの表紙も「ごった煮」となっている（さらにそのブックレットには藤後浩之が料理人の姿で登場しており、彼の愛称「Togo料理長」の由来はこれによる）。
beatmania APPEND 4thMIX（1999年9月9日発売）
アーケード版4thMIXを移植したアペンドディスク。本作よりアーケード版の仕様を完全移植するようになり、家庭用版独自のインターネットランキングも本作から開始された（これ以降の家庭用インターネットランキング登録は、現在は終了している）。
前述の“BONUS EDIT”もこのタイトルより開始、本作ではPS版では未収録であったcompleteMIXの新曲とcompleteMIXまでの隠しアナザー譜面をプレイできる。
この作品から独立したセーブデータを持つようになり、これ以降のディスクを起動させるとそこからは別のディスクにチェンジできない仕様に変更された。
beatmania APPEND 5thMIX（2000年3月2日発売）
アーケード版5thMIXを移植したアペンドディスク。5thMIXの新曲だけでなく、4thMIX曲の一部もアーケード版5thMIX同様に収録されている。BONUS EDITでは家庭用オリジナルの隠し新曲5つがプレイできる。なお、この作品に限りEASYモードでも家庭用オリジナル楽曲が出現する（他のアペンド作品はHARDのみで出現）。
そのうちひとつの家庭用オリジナル曲「BATTLE BRAKES」はビートマニアの基本テーマである「DJシミュレーション」を強調しており、専用コントローラでのプレイだとまさにDJ的なプレイが楽しめるビートマニアの原点に回帰している。
beatmania BEST HITS（2000年7月27日発売、BEST版は2001年9月27日発売） ★
PlayStation版の初代〜5thMIXとAPPEND GOTTAMIXの収録曲の中から人気投票で選ばれた曲が収録されたファンディスク。他にも投票選出曲に同名アレンジ曲が存在する場合は「BROTHER」バージョンとして併せて収録、KCEJのL.E.D.製作楽曲に家庭用オリジナルのアナザー譜面を追加している。
なお、本作において各楽曲の難易度表記はそれぞれの家庭用初出時が使用されている（難易度が不明と表示されているものもあるが、推測は可能）。
ちなみに投票の結果、1位となったのは「LUV TO ME（英語版、disco MIX含む）」である（本作の解説書より）。なぜか初出であるはずの「LUV TO ME THIRD-MIX」は「disco mix」のブラザー曲扱いになっており、選択するにはアナザーコマンドが必要となっている（同名曲の中での順位によるものとみられる）。
ARCADE 2ndMIXディスクとは異なり、これ以降に発売されたキーディスクからのディスクチェンジは1回のみとなり、2ndMIX以外のキーディスク同士のディスクチェンジも不可能であるため、BONUS EDITの起動ができなくなった（BEST HITS以降のキーディスクからYebisu〜GOTTAMIXにチェンジすると、2ndMIXからチェンジした時にあったDISC CHANGEメニューが消滅する。またディスクチェンジでfeaturing DCT、SOUND OF TOKYO!、6thMIX+CORE REMIXの起動は不可能）。
ゲームモード選択はNORMALとEXPEARTのみ。
beatmania featuring DREAMS COME TRUE（2000年7月27日発売） ★
アーケード版の移植。
版権の都合上、オリジナル曲3曲とコナミコンポーザーによるリミックス3曲のうち、2曲が削除されている。
beatmania APPEND GOTTAMIX 2 - Going Global（2000年9月7日発売）
APPEND GOTTAMIXの好評を受け製作された、GOTTAMIXシリーズ2作目のアペンドディスク。サブタイトルの示すように世界各地の独特の音楽を題材としている他、欧州で発売された「European Edit」の曲も全て移植した。難度は控えめ（パッケージには辛口の表記がある）。
BONUS EDIT枠ではcompleteMIX2の高難度アナザー譜面12曲が収録（原曲と他コンポーザーによるアレンジ楽曲が中心）。
今作品のエンディングは一風変わっており、特定の条件を満たしてクリアすると、エンディングにも関わらず楽譜が降りてきて演奏ができるという珍しい仕様である。
Bonus EDITのタイトル曲は本編と区別された代わりに、システム曲が本編と同一の曲に統一されている。
European Editの収録曲は現地で発売されているEuropean Editのサウンドトラックに収録されている為か、または権利の関係かは不明だが、サウンドトラックに未収録となった。サウンドトラックの発売自体もかなり後発となる（ゲーム発売から11ヵ月後）。
beatmania APPEND ClubMIX（2000年12月21日発売）
アーケード版ClubMIXの移植。
BONUS EDIT枠でcompleteMIX2のアナザー譜面の一部（GOTTAMIX2で収録されなかった残りの8曲）、GOTTAMIX2関連曲3曲を収録。アペンドディスクとしては最終作。
beatmania THE SOUND OF TOKYO!（2001年3月29日発売、BEST版は2001年11月22日発売） ★
readymadeレーベルを率いる大物ミュージシャン・小西康陽がプロデュースしたバージョン。楽曲のみならず、インターフェースにも個性が色濃く反映されている。GOTTAMIX以来のお笑い芸人としてのアーティスト参加で、ふかわりょうがロケットマン名義で参加。
beatmania 6thMIX + CORE REMIX（2002年1月26日発売） ★
タイトルどおりシリーズ中唯一のカップリング移植で、2バージョンの楽曲をまとめてプレイできる。
家庭用追加曲も、CORE REMIXに倣う形でAPPPEND YebisuMIXの楽曲のリミックス曲が中心。アーケード版と異なり、各楽曲のクラシックバージョン（オリジナル版）は未収録。
「オリジナルエキスパートコース」、「セパレートフレーム」、『beatmania IIDX』用コントローラーを想定した設定などコンシューマ版『beatmania IIDX』を意識する形でのシステム改修が施された。基本的なシステム・選択画面は6thMIXに準ずるが、CORE REMIXでの楽曲やモードを選択した際の演出も用意されている。
コンシューマ版5鍵ビートマニアでは最後のリリースとなった。
beatmania（2000年7月発売）
欧州で発売されたもので2nd, 5th, Yebisu, GOTTAからの移植曲と本作オリジナルの7曲より全24曲。従来の曲もジャンル名が異なりムービーも一部の曲で一新されている。また、本作品オリジナル曲は後にGOTTAMIX 2に全て収録された。欧州版オリジナルの専用コントローラー（SLEH-00021）が同梱。

#### ゲームボーイ版
beatmania GB（1999年3月11日発売）
ゲームボーイカラー対応。2ndMIX、APPEND YebisuMIX、3rdMIXからの10曲と、完全オリジナル曲10曲で構成。開発はコナミコンピュータエンタテインメント神戸で、同じくKCEKが開発した『らくがきっず』のテーマソングも収録された。
十字キーの下以外、Bボタン、Aボタンで5つの鍵盤を演奏し、スタートボタンでスクラッチを行う。スタートボタンを酷使するゲームとして特筆性があり、特にDJバトル（スクラッチのみのステージ）ではスタートボタンの連打が求められる。ゲームボーイの特性上、十字キーの左右同時押しは存在しない。
この作品のみに存在するGB-MIXモード（GBオリジナル楽曲で構成）はアーケードモード・フリーモードと異なり、EXPERT同様に曲選択方式ではなく連続プレイ方式（ただし、グルーヴゲージはアーケードモードと同じく増減方式）。
全体的に（グラフィック・システムBGM・SE等）PS版を意識した作りになっており、家庭用ビートマニアでは初の演奏中のコンボカウント方式が採り入れられている。
ビートマニアシリーズでは今作品で初登場したジャンルの楽曲もあり、クラシック曲のリミックス(classic 1.2.3)やdiscoといった後のシリーズで登場したジャンルのもの、変わり種としてE.N.K(演歌)やジャンルが曲名そのものであるラクガキッズといったユニークなものがある。
AC版・PS版と異なりスコアの記録は無い。またセーブ方式ではなく、ARCADE・GB-MIXクリア後に出るパスワードを入力するとFREEで隠し曲を追加できる。また、追加している状態で再びARCADE・GB-MIXのクリアを重ねると増えた分だけのパスワードが出現する。また隠しパスワードがあり、DJバトルを含む全曲解禁やFREEでDJバトルしか選べない状態にするものがある。
papayapa bossaが原曲より若干短縮され、逆にMETAL GEAR SOLIDが原曲より若干長くなっている。
GBシリーズでの通信対戦はAC版やPS版4th以降のBATTLEと大幅に異なり、例えば1P側が正確に演奏・コンボを繋ぐと相手側が徐々にHIDDENになっていく。ただしミスをすると徐々にHIDDENが解除されていく。ちなみにグルーヴゲージはEXPERT同様に回復しない（いわば格闘ゲームにおける体力ゲージ）。
本作品を簡素化したタイプのものが、同じKCE神戸開発の『ときめきメモリアルPOCKET』でミニゲームとして採用されている。
スーパーゲームボーイでプレイする場合2種類のフレームが用意されており一つは裏路地をイメージしたもの、もう一つはビートマニア筐体を再現したものがある。
プレイデモではAC・PS版にあった、DJ KONAMIのレクチャーがプレイヤーは操作ができないものの再現されている。
beatmania GB2 ガッチャミックス（1999年11月25日発売）
「beatmania GB」と同じくゲームボーイカラー対応。APPEND GOTTAMIXからの5曲と、歌謡曲・アニソンなどの幅広いジャンルの版権曲20曲で構成。以下の2作を含め、開発はPS版と同じコナミコンピュータエンタテインメントジャパンが担当した。
今作の場合、それぞれジャンル別に曲追加パスワードが出るのだが異なるジャンルの隠し楽曲をフリーで出現させるにはそれぞれのジャンルのパスワードを一々入力しなければいけない（隠しである全曲解禁パスワードを使うと1回で済む）。
前作同様、ビートマニア筐体のフレームが用意されている。
beatmania GB ガッチャミックス2（2000年9月28日発売）
上記2作とは異なりゲームボーイカラー専用で、収録曲はbeatmaniaシリーズオリジナル楽曲を収録せず全て既存の版権曲で構成されている。曲数は前作と同じ25曲。当初はモバイルシステムGB対応の「beatmania GB3 NETJAM」として発売される予定だった。収録楽曲のほとんどは、配信予定だった楽曲のリサイクルと思われる（楽曲中に流れるムービーにNETJAMの文字が含まれているものが存在）。
また、今作では隠しコマンドでヒドゥン以外のプレイオプションでプレイできる（AC版と類似したプレイオプションが設定できる。また、特定の条件を満たした状態でクリア後に隠しプレイオプション設定の説明がある）。
収録されている『残酷な天使のテーゼ』の楽曲ムービーには、ビートマニアに登場したメタルギアソリッドの楽曲ムービーの一部が使われている他に『サザエさん一家』に関してはシリーズでは珍しく、ムービー終盤にグー・チョキ・パーがランダムで表示される要素がある。
なお本来この作品はNET JAMになるはずだったものであるが、NET JAMではユーザー同士で楽曲とメールを一体化したシステムでやりとりするモードや新曲ダウンロードができたりハイスコアランキングをモバイルGBアダプタを介して行える機能が用意される予定であった。
NET JAMが開発中止になった理由は不明だが、当時のモバイルシステムGBの普及の低さやダウンロードによる楽曲の著作権料がネックになったものと見られる（後にこれらの問題は、同様のシステムを持つ任天堂の『大合奏!バンドブラザーズDX』においてクリアしている）。

#### ワンダースワン版
beatmania for WonderSwan（1999年4月28日発売）
アーケード版3rdMIXの移植でGB版やpocketとはコンセプトが異なりアーケードの練習がどこでもできる、完全移植などがコンセプトとなっている。その為、サンプリング音源を駆使し、高音質を実現（携帯型ゲーム機ながらボーカル曲も収録されている。ヘッドホンアダプタ使用で更に音質が向上）している。しかし、当時ROMの容量が少なかったため音質を重視した結果11曲しか収録できなかった。収録楽曲は3rdMIXのものから10曲にCat Song〜THEME of UPAを含めた全11曲。
開発はPS版と同じコナミコンピュータエンタテインメントジャパンが担当した。
フリーモードでのみ、各楽曲から一部を抜き出して構成されたメドレー楽曲が用意されている（ただし、曲構成はランダム）。
専用ターンテーブル（ダイヤル状・ABボタン部分に装着）が同梱されているがターンテーブル自体の構造・装着部分上、プレイに際して扱いにくい。
コナミ唯一のWSソフト。

### beatmania pocketシリーズ
電子ゲーム（ソフトウェアではなく、それ単体で遊ぶことが出来る）として発売されたもの。同様の形態で『pop'n music』や『Dance Dance Revolution』のものも発売された。
beatmania pocket
HiphopやBalladeなど、ビートマニアの各シリーズから7曲+DJバトルを収録。
この初代ビーマニポケットのみボタンがゴムで出来ており、斜めの力を入れて押すと本体側に引っかかる事がある。ターンテーブルもつるつるの回しにくいグリップが採用されている。
なお、ビートマニアポケットシリーズのターンテーブルはACやCSのターンテーブルと違い一回転はできない。
beatmania pocket2
ReggaeやBreak-btsを収録。基本構成は無印と同じ。なお、DJバトルが収録されているのはこの作品まで。
また、この作品から以降への作品の筐体デザインとなった。
beatmania pocket Summer Mix
「夏」をテーマにした楽曲を収録。東京音頭が収録されているのがユニーク。
ビーマニポケット アニソンミックス 〜永井豪・ダイナミックプロ編〜
アニメ作品の楽曲をビートマニアで楽しめる稀有な一品。ダイナミックプロが監修に協力している。
ビーマニポケット ときめきメモリアル
同社の恋愛シミュレーションゲーム『ときめきメモリアル』関連の曲を収録。
ビーマニポケット スケルトン
ビーマニ・サマーキャンペーンの商品で5000個限定の非売品。その名の通りの透明な筐体。収録されている5曲はすべてコナミから発売されたゲームの楽曲である。
ビーマニポケット アニソンミックス2 〜石ノ森章太郎編〜
「アニソン」と銘打たれてはいるものの、収録曲のほとんどは特撮ヒーローもの。『仮面ライダー』など6曲を収録。
ビーマニポケット 2000
アニメ曲や過去のポケットシリーズからの再録曲など、ジャンルは多岐にわたる。
ビーマニポケット enjoy GEORGIA SIGNATURE
ジョージアのキャンペーン、2000年の福袋プレゼントの同梱品。収録曲はほとんどが過去のシリーズからの再録だが、一部グラフィックが当時CMに出演していた飯島直子のグラフィックに差し替えられている。
ビーマニポケット ハローキティ
収録曲はサンリオ関連のものではなく、すべてポップス。
ビーマニポケット アニソンミックス3 〜松本零士編〜
アニソンミックス第3弾。『宇宙戦艦ヤマト』や『銀河鉄道999』など7曲を収録。
ビーマニポケット 〜猛虎進撃〜
阪神タイガースにちなんだ楽曲ばかりが収録されている。結果がチーム順位で表示されるなどのアレンジがされている。
ビーマニポケット Cawaii!
女性向け月刊誌『Cawaii!』とのタイアップで製作された。本体にラメが入るなど独自の工夫がこらされている。
ビーマニポケット ときめきメモリアル2
同社の恋愛シミュレーションゲーム『ときめきメモリアル2』関連の曲を収録。初代『ときメモ』の曲も収録されている。
ビーマニポケット Love Stories
恋愛をテーマにした曲ばかりを集めた異色作。性別と血液型から曲を自動選別するモードが付加。
ビーマニポケット KONAMIX
同社のコンシューマーゲームの楽曲ばかりを収録（スケルトンと収録楽曲がやや共通している為、スケルトンの市販版ともいえる）。「KONAMIX」とはコナミのゲームミュージックをクラブミュージック風にアレンジしたもの全般を指しており、本家『beatmania』にある「KONAMIX（Salamander Beat Crush mix）」とは特に深い関係はない。この作品では音源がBEEP音だけではなく新たに追加された音源とで構成、改善された。
ビーマニポケット BEST HITS 2000
2000年という節目を記念した特別版。その年に出たヒット曲をラインナップしている。
ビーマニポケット 猛虎大進撃
基本は「猛虎進撃」と同様だが、当然ながら監督のグラフィックが野村から星野へと変更されている。

### beatmania打!!シリーズ
本作をモチーフとしたタイピングソフト。「MASTER打!!」モードではキーボードのタッチタイピングによって、『beatmania』と同じシステムで楽曲を演奏する（使用するキーは最大でアルファベット26文字+スペースキー）。収録されている全曲が3分程度の新規ロングバージョンとしてアレンジされている。
beatmania打（だ）!!（2000年2月17日発売）
Windows/Macintoshハイブリッド対応のCD-ROMで発売。iNiS製作、発売元はハンズオン・エンタテインメント/オラシオン。全10曲（うち、隠し曲「Beauty and The KUMA-SAN (Synth Junkie Mix)」のみ本作オリジナル楽曲）。
beatmania BEST打!!（2000年9月28日発売、PCHOME版は2002年7月5日発売）
前作と同じくWindows/Macintoshハイブリッド対応。発売元はハンズオン・エンタテインメント。『beatmania BEST HITS』の人気投票を元にした収録曲になっており、全11曲。レベル選択が追加され、1曲につきNORMALとEXPERTの2種類の難易度の譜面が用意された。また一部の曲のプレイ中の出題問題のテキストも編集できるようになり、期間限定でインターネットランキングも開催されていた。
後に、通常版より収録曲数が少ない（全5曲）廉価版がNECインターチャネル（現・インターチャネル）より「PCHOMEシリーズ」として発売された。また、ウェブサイト「Vector」にて前作と共に体験版が配信されている。
pop'n music打!!（2000年9月28日発売、PCHOME版は2002年9月6日発売）
『beatmania BEST打!!』と同時発売された派生作品。インターフェイスと収録曲は姉妹作である『pop'n music』をベースとしているが、内容は上記『BEST打!!』とほぼ同じシステムが採用されている。体験版や廉価版についても同様。

beatmania打打打!!（2001年3月29日発売、BEST版は2002年5月16日発売）
PlayStation 2用ソフト。発売元はハンズオン・エンタテインメント。「コナミUSBキーボード」対応ソフト第1弾。USBキーボードを接続してプレイする形態となっており、「コナミUSB対応キーボード同梱セット」として発売された。上記PC版本編2作の収録曲（「Beauty and The KUMA-SAN」除く）に加え、新たにJ-POP系の楽曲や『ときめきメモリアル』の曲のアレンジも収録されている。全26曲。
後に『- THE BEST 打』という名で廉価版も発売された。ゲーム内容は通常版から変更されていない。

### 北米PlayStation 2版
beatmania（北米：2006年3月28日発売）
タイトルは『beatmania』だが、『beatmania IIDX』をベースとして『beatmania』の要素を加えたものとなっている。
詳細はen:beatmania (North America)、およびbeatmania IIDX#歴代バージョンを参照。

## 反響
稼働前の時点では、一部のゲームセンターの関係者や筐体の卸問屋からは「叩く順番が決まったもぐらたたき」と揶揄するなど、否定的な見方を示していた。
しかし、実際に稼働したとき、プレイヤーたちは楽曲の譜面を覚えても飽きることはなく、音楽との一体感を楽しむようになった。
続編の『beatmania 2ndMIX』以降は導入する店舗も増え、筐体が納期に間に合わないこともあった。さらに、1998年に発売されたPS版は100万枚を記録した。
加えて、「beatmania」のロゴを冠したポータブルCDプレイヤー やCDキャリングケース等といったグッズも発売された。
やがてこの人気は音楽ゲームブームへと発展していき、多数の音楽ゲームが登場した。

## その他
- 現在の『beatmaniaIIDX』や『ポップンミュージック』にはキャラクターが多数登場するがこのビートマニアでも初期に幾つか登場しており（クラブのオーナー・DJ KONAMI等）、後にポップンミュージックに登場する「ジャムおじさん」はビートマニアの楽曲ムービーのキャラである（他にもムービー内に登場するいくつかのキャラクターにも名前があるが、後付け設定とのこと）。

ちなみにキャラクターの中でも、3rd MIXでは同作の新曲『Believe again』のムービーに登場し歌っている『マリちゃん』という女性キャラクターが登場しているが、この名前はデザインしたVJ GYOに寄せられた『あのキャラクターの名前は何なのか』との質問に対して名付けられたものである。五鍵ビートマニアで登場したキャラクターの中では初登場からしばらく経ってから名付けられ、キャラクター設定が付けられたものと推測される。
- 他のBEMANIシリーズ発祥の楽曲が採用されるケースが多いが、ビートマニアから他のシリーズに採用された初めての楽曲はポップンミュージックでの「e-motion」である（ただし、これは2nd MIXバージョンのものが採用されている）。また逆のケースでは、ポップンミュージックからの楽曲『Quick master』がビートマニアとしては初めての採用となった。
- また、異例なケースでは家庭用オリジナルである『GOTTAMIX』の楽曲「Miracle Moon」が同じく家庭用の『ポップンミュージック2』に移植され、それがアーケード版『ポップン3』に移植される形でアーケードに進出するという事例があった。
- PS版はPSのCD-ROMが黒の為かレーベルのデザインがレコード風味になっている。
- 家庭用オリジナル楽曲には当時開発を行っていたKCEJ（現・小島プロダクション）の作品からのリミックス曲がいくつか収録されている。その殆どが小島作品からであるが、唯一「ポリスノーツ」からのリミックス曲はない。

なお、CLUB MIXのスナッチャー楽曲は家庭用オリジナルではなく、AC版で最初から収録されていたものである。
- 家庭用開発は先述のKCEJが行っていたが、所属する小島秀夫はビートマニア等の音ゲーには否定的な観点を持っていたといわれており、後にKCEJの家庭用ビートマニア製作部門の縮小の原因の一つとの説もあったが、小島本人はtwitterによってそうした観点を一切否定している。
- 2ndMIX稼働中にコナミ主催の全国大会が開催されている。これがBEMANIシリーズとして初の大規模なゲーム大会である。
- 『ポップンミュージック』等の一部の楽曲で歌唱する新谷さなえのデビューのきっかけは家庭用ビートマニアのオリジナル曲『papayapa bossa』であり、社内の受付嬢として勤務していた当時、サウンドスタッフとして勤務していた知人に仮歌を頼まれた事がきっかけである。これ以降、BEMANIシリーズ等の楽曲に携わる事となる。